# Big Syke
Tyruss Gerald Himes (22. listopadu 1968 Inglewood, Kalifornie, USA – 5. prosince 2016 Hawthorne, Kalifornie, USA), známější pod uměleckými jmény Big Syke a Mussolini, byl americký rapper, který se proslavil především svou spoluprací s americkými hiphopovými skupinami Thug Life a Outlawz.

## Život a kariéra
Narodil se a vyrůstal v Inglewoodu v Kalifornii. Byl členem místního gangu Imperial Village Crips. V roce 1990 založil spolu s rappery Dominem a Mental Illnessem hip-hopovou skupinu Evil Mind Gangstas. V roce 1992 se seznámil s rapperem Tupacem „2Pacem“ Shakurem a připojil se k jeho rapové skupině Thug Life.
V roce 1995 se připojil k jehodruhé rapové skupině The Outlaw Immortalz pod přezdívkou Mussolini a nahrál písně pro Tupacovo album All Eyez on Me z roku 1996, včetně „Picture Me Rollin'“, „When We Ride“, „All Eyez On Me“ a „Check Out Time“. V hudební kariéře pokračoval i po jeho smrti.
Dne 19. ledna 2007 podal žalobu za pomluvu, který byl v roce 2005 obviněn z vraždy The Notorious B.I.G. losangeleskou pobočkou Fox KTTV a časopisem XXL, žalobu za pomluvu v souvislosti s těmito obviněními.
Big Syke zemřel 5. prosince 2016 ve svém domě v Hawthorne v Kalifornii ve věku 48 let. Trpěl srdečními problémy a obezitou. Byl pohřben na hřbitově Inglewood Park Cemetery.

## Diskografie

### Sólová alba
- Be Yo' Self (1996)
- Big Syke Daddy (2001)
- Street Commando (2002)
- Big Syke (2002)